# Ullals de Panxa
Els ullals de Panxa és una marjal alimentada per les aigües de pluja que flueixen per l'aqüífer des dels massissos del Port i del Montsià cap al mar, i que, en trobar-se amb els materials deltaics, ja saturats, es veuen obligades a emergir. Hi són presents 2-3 ullals, tot i que la major part de la superfície és ocupada per prats humits, pasturats per braus. A causa de l'origen càrstic de l'aqüífer les seves aigües difereixen notablement de les de la resta d'ambients aquàtics del delta.

## Flora i fauna
Constitueixen ambients mesohalins, amb un elevat contingut de carbonats i calci, així com de clorurs i sodi que provenen de les aigües mineralitzades de l'aqüífer deltaic. També són ambients relativament oligotròfics, on la producció primària està limitada pel fòsfor, fet que fa que les seves aigües presentin una notable transparència. Les biocenosis aquàtiques dels ullals de Panxa comprenen comunitats de macròfils, integrades per nenúfars (Nymphaea alba), Potamogeton pectinatus, Ceratophyllum demersum i llenties d'aigua (Lemna minor) i prats inundables, dominats per Phalaris arundinacea i amb algunes espècies de gran interès com la ranunculàcia thalictrum glaucum, l'orquídea Orchis laxiflora i el gínjol (Iris xiphium).
La fauna que s'hi localitza també és ben particular. S'hi ha citat crustacis com la gambeta d'aigua dolça (Atyaephyra desmaresti), Palaemonetes zariquieyi i Echinogammarus pacaudi. Existeixen poques dades disponibles sobre el poblament íctic, tot i que l'hàbitat és favorable per al llopet (Cobitis paludica) i l'espinós (Gasterosteus aculeatus). Lamentablement hi ha constància de l'existència de peixos exòtics com el gobi (Gobio gobio) i la gambúsia (Gambusia holbrooki). Per acabar, i pel que fa als ocells, cal fer esment d'un dormidor que acull el martinet blanc (Egretta garzetta), l'esplugabous (Bubulcus ibis) i el martinet de nit (Nycticorax nycticorax), a l'hivern.

## Protecció
Com a impactes més destacats es troba el permís d'extracció de torba que presenta una empresa minera en una àrea de 2 hectàrees, en el sector nord de l'espai. Per contra destaca el programa de restauració, redactat per la Fundació Natura i aprovat pel Departament de Medi Ambient. Aquest preveu, entre altres accions, la reconversió de la zona d'extracció en una llacuna, recuperar els ullals desapareguts per reompliment, així com modificar els drenatges de la zona per recuperar un nivell freàtic similar a l'original i permetre la recuperació de l'hàbitat de torberes calcàries. Cal mencionar que la mateixa Fundació Natura és la propietària d'un sector d'aquests ullals i preveu adquirir gran part de l'espai per realitzar-hi les accions de restauració previstes.
Malgrat el seu evident interès natural, els ullals de la Panxa no formen part del Parc Natural del Delta de l'Ebre ni del PEIN. Únicament formen part de l'espai de la Xarxa Natura 2000 ES0000020 "Delta de l'Ebre", que fou ampliada recentment (Octubre 2006) i que li dona l'actual delimitació a la zona humida.